# Kaposfüredi vasmeteorit
A kaposfüredi vasmeteorit egy 1995-ben a magyarországi Kaposfüreden hullott vasmeteoritként került a köztudatba.
Azonban a későbbi vizsgálatok szerint ez nem állja meg a helyét. A meteorit története sokkal "exotikusabb". Valódi történetét hazánk lelkes meteorit szakértője, Kereszty Zsolt kutatta, és sok érdekes információt tárt fel. Így derült ki, hogy a "Kaposfüredi vasmeteorit" valójában azonos lehet (feltételezhetően) az 1890-ben talált "Nagyvázsonyi meteorittal", és az valójában nem került a Bécsi Császári Gyűjteménybe, helyette egy mexikói Toluca meteorit-példányt szolgáltattak be Bécsbe. Így a hivatalos nyilvántartásban a szándékos megtévesztés miatt (tudni illik, hogy Magyarországon maradjon az igazi "Nagyvázsonyi meteorit") az IAB-sLL osztályú meteoritként lett nyilvántartásba véve, noha a valódi "Nagyvázsonyi meteorit" IVA osztályú a történet tanúsága szerint.

## Főbb jellemző adatai
A meteorit "hamis" (ez szinte bizonyos) történettel került újra elő, védendő a hazai hullás idegen tulajdonba kerülésétől. A történet szerint a  "Kaposfüredi vasmeteorit" 1995. május 7-én hajnali 3 óra tájban hullott le Kaposfüreden a később ennek tiszteletére épült Efezusi Mária-Ház helyén. Megtalálója Török Marcell, kaposszerdahelyi plébános volt. (Kaposfüred földrajzi koordinátái: é. sz. 46° 24′ 47″, k. h. 17° 46′ 45″46.413186°N 17.779247°E) A meteorit ÉK-i irányból érkezett és egy körülbelül 1 méter mélységű gödört vájt ki a talajban.
A hullás körülményei sok tekintetben nem egyeztek egy valós hullás körülményeivel, ez keltette fel Kereszty Zsolt figyelmét is, ami kutatásra ösztönözte a meteorittal kapcsolatban. Szerencsére még élő tanúk, és hozzáférhető adatok maradtak fenn, ami alátámasztja, hogy ez a meteorit nem más, mint a "Nagyvázsonyi meteorit". De ennek további alátámasztására precíz laboratóriumi mérésekre, további kutatásra van szükség, ami ezidáig nem történt meg. Nem véletlen, hogy a két felvázolódott történet hitelességét a mai napig is vitatják szakmai körök. Ami jelenleg nagyon valószínű, hogy az 1995-ös kaposfüredi történet nem áll erős lábakon, szinte bizonyosan "alibi"-történet. Az újabb kutatás körülményei viszont érvekkel veti fel a két meteorit esetleges egyezésének lehetőségét. Ám mindaddig, amíg ennek igazolása vagy cáfolata nem történik meg, addig (tudomásom szerint) senki nem állítja kategorikusan, hogy a két különböző néven ismert meteorit valóban megegyezik. Megmarad a rejtély, és a hivatalos nyilvántartást sem módosítják.
A további adatok már közel vannak a valós adatokhoz:
A vasmeteorit tömege 2,2 kg volt (ténylegesen: 2303 gr), átlagsűrűsége 8,14 g/cm³.
A kaposfüredi meteorit felületét vörös színű bevonat borítja. Ez az oxidréteg akkor alakult ki, amikor a meteorit a légkörön áthaladt (ezzel a korábbi véleménnyel szemben az új kutatás szerint pár évtizedes mostoha körülmények közötti tárolás okozhatta a laza oxidréteget). A meteorit vágott felülete fémszínű. (Tömege a vágás után 1,8 kg.)
A kaposfüredi meteorit szabálytalan alakú. A meteoriton mély beöblösödések vannak, az egyik oldala teljesen sima.

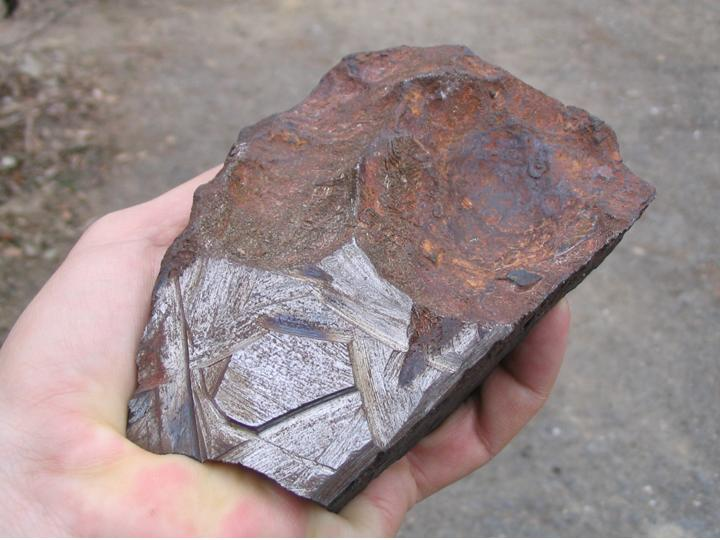
A kaposfüredi meteorit kézben: Hosszméret 12,5 cm
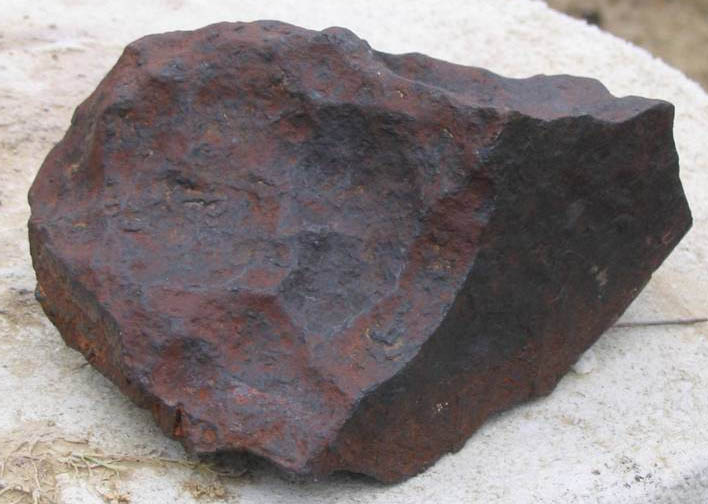
A meteorit egyik oldala teljesen sima
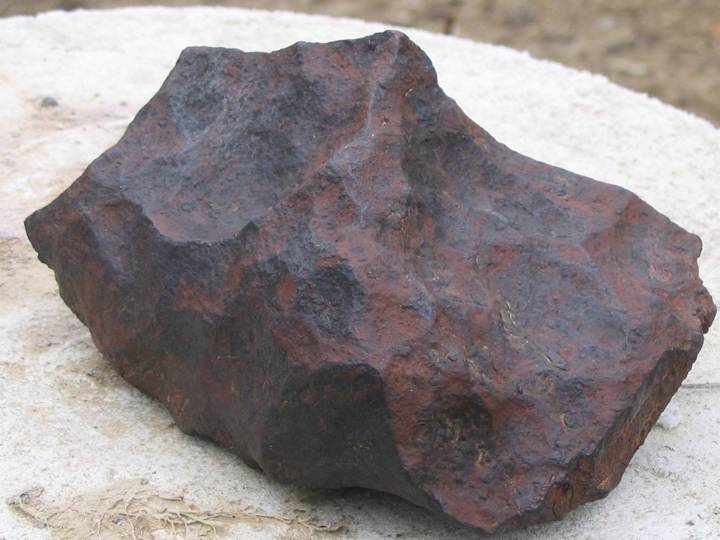
A meteorit felületén mély beöblöződések vannak
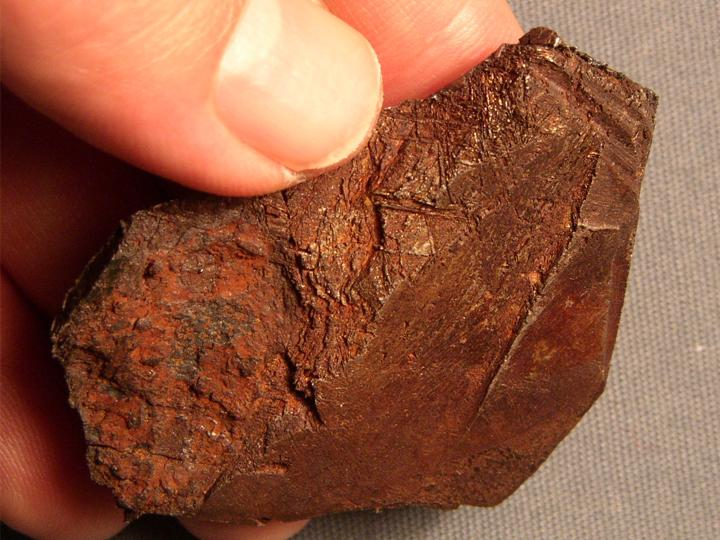
A meteorit egyik mintadarabja. Hossza 6 cm, tömege 64 g

## A vasmeteorit típusa
A KFKI-ban végzett INAA mérésekkel állapították meg, hogy nikkeltartalma alapján a Kaposfüred a IVA típusú vasmeteoritok közé tartozik. Szabad szemmel is megfigyelhető szulfidszemcséket tartalmaz. Ez az egyik leggyakoribb vasmeteorit típus, amely differenciálódott kisbolygó magjából származható töredék.
A kaposfüredi vasmeteorit finomsávos oktaedrit. Az oktaéderes szerkezet a csiszolt, savval étetett felszínen látható. (Widmanstätten-féle sávok) Oktaéderes szerkezet azoknál a vas-nikkel meteoritoknál figyelhető meg amelyek nikkeltartalma 6-14% között van. A kaposfüredi meteorit közel 8% nikkelt tartalmaz.
A Widmanstätten-szerkezet kialakulásának oka, hogy kamacit egy része az oktaédersíkok mentén különül el.
A kaposfüredi meteorit egyik érdekessége, hogy az oktaéderes szerkezet a meteorit eredeti, kezeletlen felületén is több helyen megfigyelhető.
A kamacit sávok szélessége ennél a típusnál (IVA) 0,25- 0,45 mm.
A kamacit sávokat vékony (kb. 0,02 mm széles) ténit sávok szegélyezik. (A kamacit nikkelben szegényebb, a ténit nikkleben gazdagabb). A sávok közötti teret plesszit tölti ki. A plesszit a kamacit és a ténit finomszemcsés együttese.
(Ez téves, a kamacit lamellák közti teret tölti ki a ténit, és a kamacit és ténit határán alkotnak vékony sávokat a plesszit rétegek, igen vékony átmenetet alkotva a kamacit és ténit között.)

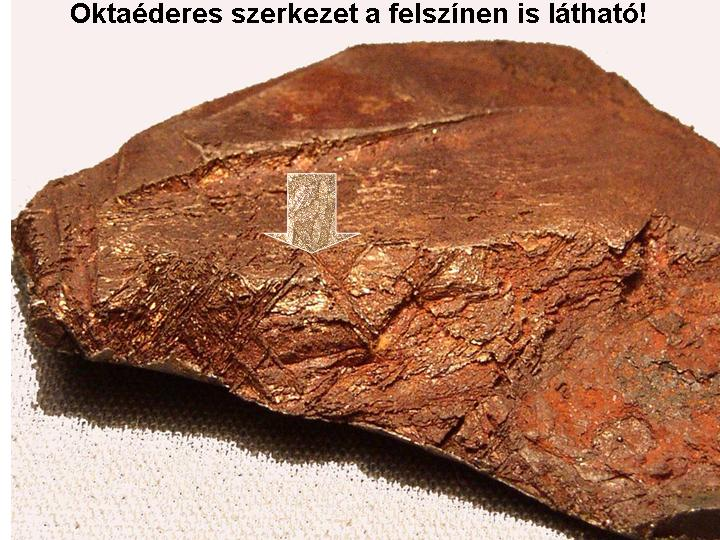
A kaposfüredi meteorit egyik mintadarabja. Az ábrázolt terület a valóságban kb. 5 cm
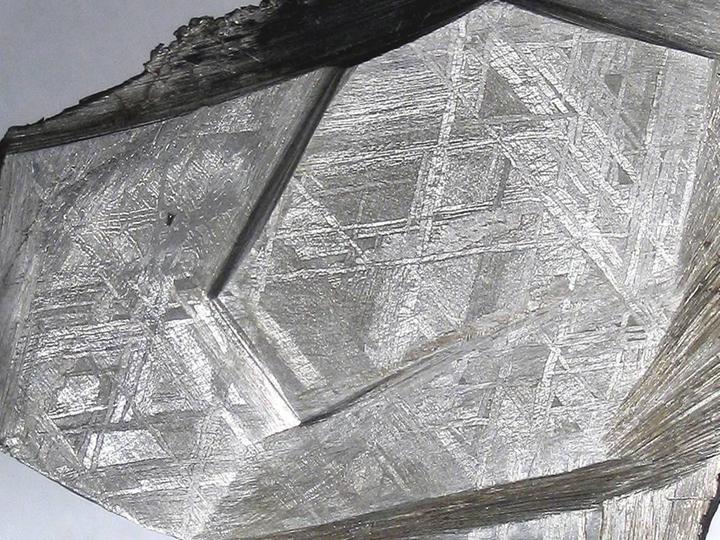
Csiszolt-maratott felület. A kép hossza a valóságban 4,5 cm
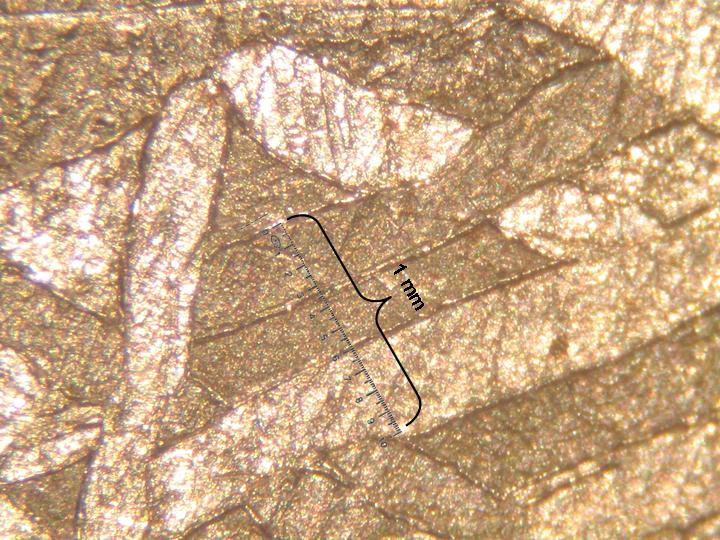
A kaposfüredi meteorit mikroszkópfelvétele. A széles kamacit sávokat vékonyan ténit szegélyezi